# Shallow
«Shallow» (с англ. — «Мелководье») — песня, исполняемая американской певицей Леди Гага и актёром Брэдли Купером, вошедшая в саундтрек фильма «Звезда родилась» и изданная в качестве первого сингла с него. Авторам песни стали Леди Гага, Марк Ронсон, Эндрю Уайатт и Энтони Россомандо. 6 января 2019 года песня выиграла премию «Золотой глобус» в номинации «Лучшая песня». 24 февраля стала лауреатом премии «Оскар» в категории «Лучшая песня к фильму». Песня получила четыре номинации на премию «Грэмми-2019», в том числе в двух основных категориях: «Лучшая запись года» и «Лучшая песня года». В итоге получила «Грэмми» в номинациях «Лучшее поп-исполнение дуэтом или группой» и «Лучшая песня, написанная для визуального представления».

## Информация о песне
Песня исполнена в тональности Соль мажор, умеренном темпе в 96 ударов в минуту; последовательность аккордов составляет Em7-D/F#-G5-C-G5-D, вокал охватывает две октавы от Соль3 до Ре5.

## Отзывы критиков
В отзыве от издания USA Today говорится, что «Shallow» — «цепляющая и драматичная песня, которая не только может получить номинацию на „Оскар“…, а также неизбежно станет хитом и фаворитом в караоке-барах». В рецензии от Pitchfork дан положительный отзыв вокалу Леди Гаги и указывается на то, что песня и тематика отражает историю самой певицы.

## Награды и номинации
«Shallow» является самой награждаемой песней всех времен. Песня была номинирована и выиграла награду в категории Best Original Song — Feature Film, на церемонии 2018 Hollywood Music in Media Awards. Она также выиграла в категории Best Original Song на церемонии 23rd Satellite Awards и победила на церемонии Los Angeles Online Film Critics Society.
Она выиграла награду За лучшую песню на 76-й церемонии «Золотой глобус». Также песня получила 4 номинации на премию Грэмми-2019 в категориях Лучшая запись года, Лучшая песня года, Лучшее поп-исполнение дуэтом или группой и Лучшая песня, написанная для визуального представления.
Обозреватели Журналисты Jon Pareles и Jon Caramanica из газеты The New York Times поставили «Shallow» на шестое место в их списке лучших песен 2018 года, назвав её «отлично откалиброванной мощной балладой», которая достигла «сразу три кино-музыкальных вершины: как песня о любви, как вокальный шедевр и как ключевой сюжетный поворот». Журнал Rolling Stone назвал «Shallow» второй лучшей в итоговом списке песен 2018 года, а Brittany Spanos в своей публикации назвал её «фэнтези классического рока, где 1990-е никогда не заканчивались, но почему-то именно поэтому они идеально вписываются в 2018 год».

### Список наград и номинаций
| Награда                                 | Дата церемонии  | Категория                                                  | Получатель                                                                        | Результат | Ссылки        |
| --------------------------------------- | --------------- | ---------------------------------------------------------- | --------------------------------------------------------------------------------- | --------- | ------------- |
| Academy Awards                          | 24 февраля 2019 | Best Original Song                                         | Леди Гага, Марк Ронсон, Энтони Россомандо и Эндрю Уайатт за «Shallow»             | Победа    | [ 15 ]        |
| Золотой глобус                          | 6 января 2019   | Best Original Song                                         | Леди Гага, Марк Ронсон, Энтони Россомандо и Эндрю Уайатт за «Shallow»             | Победа    | [ 16 ]        |
| Grammy Awards                           | 10 февраля 2019 | Record of the Year                                         | Леди Гага, Брэдли Купер, Benjamin Rice, Tom Elmhirst и Randy Merrill за «Shallow» | Номинация | [ 17 ]        |
| Grammy Awards                           | 10 февраля 2019 | Song of the Year                                           | Леди Гага, Марк Ронсон, Энтони Россомандо и Эндрю Уайатт за «Shallow»             | Номинация | [ 17 ]        |
| Grammy Awards                           | 10 февраля 2019 | Best Pop Duo/Group Performance                             | Леди Гага и Брэдли Купер за «Shallow»                                             | Победа    | [ 17 ]        |
| Grammy Awards                           | 10 февраля 2019 | Best Song Written for Visual Media                         | Леди Гага, Марк Ронсон, Энтони Россомандо и Эндрю Уайатт за «Shallow»             | Победа    | [ 17 ]        |
| Georgia Film Critics Association        | 12 января 2019  | Best Original Song                                         | Леди Гага, Марк Ронсон, Энтони Россомандо и Эндрю Уайатт за «Shallow»             | Победа    | [ 18 ]        |
| Gold Derby Awards                       | 20 февраля 2019 | Best Song                                                  | Леди Гага, Марк Ронсон, Энтони Россомандо и Эндрю Уайатт за «Shallow»             | Победа    | [ 19 ]        |
| Guild of Music Supervisors Awards       | 13 февраля 2019 | Best Music Supervision for Films Budgeted Over $25 Million | Julianne Jordan и Julia Michels за A Star Is Born                                 | Победа    | [ 20 ]        |
| Guild of Music Supervisors Awards       | 13 февраля 2019 | Best Song/Recording Created for a Film                     | «Shallow»                                                                         | Победа    | [ 20 ]        |
| Hollywood Music in Media Awards         | 14 ноября 2018  | Best Original Song — Feature Film                          | Леди Гага, Марк Ронсон, Энтони Россомандо и Эндрю Уайатт за «Shallow»             | Победа    | [ 21 ]        |
| Houston Film Critics Society            | 3 января 2019   | Best Original Song                                         | Леди Гага, Марк Ронсон, Энтони Россомандо и Эндрю Уайатт за «Shallow»             | Победа    | [ 22 ]        |
| Los Angeles Online Film Critics Society | 9 января 2019   | Best Original Song                                         | «Shallow»                                                                         | Победа    | [ 23 ] [ 24 ] |
| Satellite Awards                        | 17 февраля 2019 | Best Original Song                                         | Леди Гага, Марк Ронсон, Энтони Россомандо и Эндрю Уайатт за «Shallow»             | Победа    | [ 25 ]        |
| British Academy Film Awards             | 10 февраля 2019 | Best Film Music                                            | Брэдли Купер, Леди Гага, Lukas Nelson                                             | Победа    | [ 26 ]        |
| Critics' Choice Movie Awards            | 13 января 2019  | Best Song                                                  | Леди Гага, Марк Ронсон, Энтони Россомандо и Эндрю Уайатт за «Shallow»             | Победа    | [ 27 ]        |
| St. Louis Film Critics Association      | 16 декабря 2018 | Best Soundtrack                                            | A Star Is Born                                                                    | Номинация | [ 28 ]        |

## Коммерческий успех
В США «Shallow» дебютировала на 14-м месте в цифровом хит-параде Billboard Digital Songs с тиражом 12,000 копий по данным Nielsen SoundScan. Спустя неделю «Shallow» возглавила Digital Songs с тиражом 58,000 копий (это шестой чарттоппер Леди Гага в этом чарте) и дебютировала в основном американском хит-параде Billboard Hot 100 на 28-м месте, благодаря стримингу в 8,3 млн единиц. После выхода 5 октября 2018 года на экраны самого фильма «Shallow» поднялась на 5-е место в Hot 100 и возглавила Digital Songs во вторую неделю подряд с тиражом 71,000 копий, что на 21 % больше прошлой недели. Песня стала для певицы её 15-м хитом в лучшей десятке Top-ten, а для Купера его первым. В шестую неделю своего нахождения в цифровом чарте (digital chart), «Shallow» превысила показатели хитов «Just Dance», «Bad Romance» (обе в 2009) и «Born This Way» (2011), как самая долго находящаяся в Digital Songs, с тиражом 274,000 копий. Благодаря радиоэфирному показателю в 23,3 млн слушателей (рост за неделю на 50 %) песня дебютировала на 50-м месте в радио-чарте Radio Songs. «Shallow» стал для Леди Гага её восьмым хитом в лучшей десятке top 10 радио-чарта Adult Pop Songs (достигнув высшего показателя на шестом месте). Кроме того, «Shallow» достигла позиции № 12 в чарте Adult Contemporary и № 23 в Pop Songs. 15 декабря 2018 года «Shallow» достигла первого места в танцевальном чарте Dance Club Songs, благодаря ремиксам, сделанным DJ Aron, Nesco and Lodato, и многими другими, которые все учитываются в этом хит-параде как один. В сумме это уже 15-й лидер Гаги в этом чарте, что ставит певицу на 10-е место среди всех музыкантов всех времён.
К январю 2019 года «Shallow» был прослушан в США 148,6 млн раз по стримингу и получил платиновую сертификацию Recording Industry Association of America (RIAA) за миллион единиц в эквивалентной сумме. К ноябрю 2019 года в США было продано 1,287,000 копий.
В Великобритании песня дебютировала на 13-м месте в официальном британском хит-параде UK Singles Chart с тиражом 20,425 единиц по данным Official Charts Company и на следующую неделю поднялась на шестое место (с дополнительным тиражом 36,952 единиц). Сингл стал 12-м попавшим в лучшую десятку top-ten Соединённого Королевства. В третью неделю релиза тираж составил ещё 42,548 единиц и сингл достиг четвёртого места. Также он вошёл в лучшую радиоэфирную десятку UK Airplay Charts. 1 ноября 2018 года песня поднялась на первое место в британском хит-параде UK Singles Chart, став пятым чарттоппером для Леди Гаги (это её первый лидер чарта после 2010 года, когда был хит № 1 «Telephone») и первым для Купера. В ту же самую неделю на первую позицию альбомного чарта UK Albums Chart вернулся саундтрек, A Star Is Born, дав Леди Гага её третий золотой дубль. «Shallow» с тиражом 47,610 единиц (включая 34,406 эквиалентных стримов), сместил трек «Promises» (Кельвин Харрис и Сэм Смит), у которого тираж был всего на 1,200 единиц меньше. Пробыв на вершине чарта две недели, его сместил хит «Thank U, Next» (Ariana Grande). British Phonographic Industry (BPI) выдала синглу золотой сертификат за тираж 400,000 эквивалентных единиц.

## Кавер-версии
Американские певцы Lea Michele и Darren Criss добавили песню в свой сетлист концертного тура LM/DC Tour, исполнив её 26 октября 2018 года в Лас-Вегасе
14 ноября 2018 года шотландский певец Льюис Капальди исполнил кавер «Shallow» в программе Live Lounge на BBC Radio 1. Его версия позднее была включена в миниальбом 2020 года EP To Tell the Truth I Can’t Believe We Got This Far.
Свою кавер-версию песни в январе 2019 года представило семейное трио двух братьев и сестры Vazquez Sounds.
6 февраля 2019 года Алиша Киз исполнила «Shallow» под фортепиано на шоу The Late Late Show with James Corden, вместе с его ведущим along with the host, Джеймсом Корденом. Они внесли изменения в текст, чтобы он отразил роль Киз как организатора 61-й ежегодной премии Грэмми. Когда Корден спел «Скажи мне что-нибудь, Киз, я слышал, что ты собираешься принять Грэмми в этом году», Алиша ответила: «Разве ты не принимал это дважды? Может, ты мог бы дать мне какой-нибудь совет». И уже 10 февраля в Лос-Анджелесе Киз вела Грэмми, объявляя, в том числе выступление Леди Гаги, победившую в трёх категориях.
14-летняя Данелия Тулешова (Казахстан) исполнила свою кавер-версию песни во время сольного онлайн-концерта «Квартирник на Тенгри», состоявшегося 1 июня 2020 года в прямом эфире Instagram.
В апреле 2020 года норвежские музыканты Карина Даль и Оге Стен Нильсен выпустили кавер-версию на норвежском языке под названием «Shallow (Så Ekte Nå)» («so real now»), которая получила внимание и популярность в Норвегии. Сингл получил золотой сертификат IFPI Norway в 2021 году.
В октябре 2020 года супруги и кантри-певцы Гарт Брукс и Триша Йервуд, выпустили свою версию «Shallow». Дуэт выпустил версию в цифровом формате в феврале 2021 года, и вскоре после этого она также была передана на радио страны и вошла в кантри-чарты в США.

## Издания
- Цифровая загрузка[58]

1. «Shallow» — 3:37

- US Promo CD[59]

1. «Shallow» (Radio edit) — 3:36

## Участник записи
По данным с альбома A Star Is Born.

### Персонал
- Леди Гага — автор, продюсер, вокал
- Брэдли Купер — вокал
- Марк Ронсон — автор
- Anthony Rossomando — автор
- Andrew Wyatt — автор
- Benjamin Rice — продюсер, звукоинженер
- Bo Bodnar — ассистент по записи
- Alex Williams — ассистент по записи
- Том Элмхирст — аудио-микширование
- Brandon Bost — звукоинженер по микшированию
- Рэнди Меррилл — аудио-мастеринг
- Anthony Logerfo — ударные
- Corey McCormick — бас
- Alberto Bof — клавишные
- Lukas Nelson — акустическая гитара
- Jesse Siebenberg — гитара
- Eduardo 'Tato' Melgar — перкуссия

### Менеджмент
- Опубликовано Sony/ATV Songs LLC / SG Songs LLC (BMI) / ImageM CV / Songs of Zelig (BMI)
- Опубликовано Stephaniesays Music (ASCAP) / Downtown DLJ Songs (ASCAP) by Downtown Music Publishing LLC, Whiteball Music Publishing Group / Downtown DMP Songs (BMI)
- Опубликовано Warner-Barham Music LLC (BMI) / Admin by Songs of Universal (BMI) / Warner-Olive Music LLC (ASCAP)
- Записано в Greek Theater, EastWest Studios, The Village West (Лос-Анджелес)
- Смикшировано в Electric Lady Studios (Нью-Йорк)
- Мастеринг в Sterling Sound Studios (Нью-Йорк)

## Позиции в чартах
В США песня дебютировала на 14 месте хит-парада Billboard Digital Songs.
В Великобритании сингл «Shallow» достиг первого места в официальном хит-параде UK Singles Chart в неделю, оканчивающуюся на 1 ноября 2018 года, став пятым чарттоппером для Леди Гага (впервые после 2010 года, когда лидировал хит «Telephone», а ранее также и «Just Dance», «Poker Face» и «Bad Romance» в 2008—2009 годах) и первым для Купера. В ту же неделю альбом A Star Is Born вернулся на первую позицию в альбомном чарте UK Albums Chart, сделав для исполнителей золотой дубль (и альбом, и сингл на позиции № 1 одновременно), третий для Gaga в её карьере. «Shallow» собрал тираж в 47,610 единиц (включая 34,406 потоковых стримов) и сместил с вершины лидировавший до этого шесть недель сингл «Promises» Кельвина Харриса и Сэма Смита, опередив их всего на 1,200 единиц.
| Чарт (2018—19)                                  | Высшая позиция |
| ----------------------------------------------- | -------------- |
| Аргентина (Argentina Hot 100)                   | 39             |
| Австралия (ARIA)                                | 1              |
| Австрия (Ö3 Austria Top 40)                     | 1              |
| Бельгия/Фландрия (Ultratop 50)                  | 8              |
| Бельгия/Валлония (Ultratop 50)                  | 2              |
| Канада (Billboard Canadian Hot 100)             | 1              |
| Канада (Billboard AC)                           | 1              |
| Канада (Billboard CHR/Top 40)                   | 30             |
| Канада (Billboard Hot AC)                       | 10             |
| Хорватия (HRT)                                  | 1              |
| Чехия (Rádio — Top 100)                         | 15             |
| Чехия (Singles Digitál Top 100)                 | 1              |
| Дания (Tracklisten)                             | 1              |
| Эстония (IFPI)                                  | 5              |
| Euro Digital Songs (Billboard)                  | 1              |
| Финляндия (Suomen virallinen lista)             | 9              |
| Finland Digital Songs (Billboard)               | 4              |
| Франция (SNEP)                                  | 3              |
| Германия (GfK)                                  | 4              |
| Greece Digital Songs (IFPI Greece)              | 2              |
| Greece Digital Songs (IFPI Greece) (Radio edit) | 16             |
| Венгрия (Rádiós Top 40)                         | 28             |
| Венгрия (Single Top 40)                         | 1              |
| Венгрия (Stream Top 40)                         | 1              |
| Исландия (Tonlist)                              | 1              |
| Ирландия (IRMA)                                 | 1              |
| Израиль (Media Forest)                          | 2              |
| Италия (FIMI)                                   | 2              |
| Япония (Billboard Japan Hot 100)                | 29             |
| Japan Hot Overseas (Billboard)                  | 3              |
| Латвия (Latvijas Radio)                         | 1              |
| (Lebanese Top 20)                               | 19             |
| Luxembourg Digital Songs (Billboard)            | 1              |
| Malaysia (RIM)                                  | 5              |
| Mexico Anglo (Monitor Latino)                   | 4              |
| Mexico Airplay (Billboard)                      | 4              |
| Нидерланды (Dutch Top 40)                       | 5              |
| Нидерланды (Single Top 100)                     | 5              |
| Новая Зеландия (Recorded Music NZ)              | 1              |
| Норвегия (VG-lista)                             | 1              |
| Польша (Polish Airplay Top 100)                 | 27             |
| Португалия (AFP)                                | 1              |
| (Airplay 100)                                   | 37             |
| Шотландия (OCC Scotland)                        | 1              |
| (RIAS)                                          | 6              |
| Словакия (Rádio — Top 100)                      | 1              |
| Словакия (Singles Digitál Top 100)              | 1              |
| Словения (SloTop50)                             | 2              |
| South Korea International Digital (Gaon)        | 25             |
| Испания (PROMUSICAE)                            | 11             |
| Швеция (Sverigetopplistan)                      | 1              |
| Швейцария (Schweizer Hitparade)                 | 1              |
| Великобритания (OCC UK Singles)                 | 1              |
| США (Billboard Hot 100)                         | 1              |
| США (Billboard Adult Contemporary)              | 2              |
| США (Billboard Adult Pop Airplay)               | 2              |
| США (Billboard Dance Club Songs)                | 1              |
| США (Billboard Dance/Mix Show Airplay)          | 40             |
| США (Billboard Pop Airplay)                     | 19             |

| Чарт (2018)                               | Высшая позиция |
| ----------------------------------------- | -------------- |
| Бразилия (Brazil Streaming, ABPD)         | 39             |
| Южная Корея (International Digital, Gaon) | 47             |

| Чарт (2018)                              | Позиция |
| ---------------------------------------- | ------- |
| Австралия (ARIA)                         | 53      |
| Австрия (Ö3 Austria Top 40)              | 33      |
| Канада (Digital Songs, Billboard)        | 12      |
| Венгрия (Single Top 40)                  | 8       |
| Венгрия (Stream Top 40)                  | 31      |
| Ирландия (IRMA)                          | 27      |
| Италия (FIMI)                            | 99      |
| Нидерланды (Dutch Top 40)                | 69      |
| Швеция (Sverigetopplistan)               | 29      |
| Швейцария (Schweizer Hitparade)          | 22      |
| Великобритания (Official Charts Company) | 87      |
| США (Digital Songs, Billboard)           | 38      |
| Чарт (2019)                              | Позиция |
| Австралия (ARIA)                         | 9       |
| Австрия (Ö3 Austria Top 40)              | 14      |
| Бельгия (Ultratop Flanders)              | 17      |
| Бельгия (Ultratop Wallonia)              | 11      |
| Канада (Canadian Hot 100)                | 6       |
| Дания (Tracklisten)                      | 2       |
| Германия (Official German Charts)        | 16      |
| Венгрия (Single Top 40)                  | 1       |
| Венгрия (Stream Top 40)                  | 12      |
| Ирландия (IRMA)                          | 7       |
| Италия (FIMI)                            | 22      |
| Латвия (LAIPA)                           | 20      |
| Нидерланды (Dutch Top 40)                | 29      |
| Нидерланды (Single Top 100)              | 18      |
| Новая Зеландия (Recorded Music NZ)       | 8       |
| Норвегия (VG-lista)                      | 2       |
| Румыния (Airplay 100)                    | 72      |
| Словения (SloTop50)                      | 18      |
| Швеция (Sverigetopplistan)               | 3       |
| Швейцария (Schweizer Hitparade)          | 1       |
| Великобритания (Official Charts Company) | 20      |
| США (Billboard Hot 100)                  | 19      |
| США (Adult Contemporary, Billboard)      | 2       |
| США (Adult Top 40, Billboard)            | 11      |
| США (Dance Club Songs, Billboard)        | 36      |
| США (Rolling Stone Top 100 Songs)        | 19      |

| Чарт (2010—2019)    | Позиция |
| ------------------- | ------- |
| Австралия (ARIA)    | 99      |
| Норвегия (VG-lista) | 12      |

| Чарт                               | Позиция |
| ---------------------------------- | ------- |
| Австралия (ARIA)                   | 18      |
| Бельгия (Ultratop Flanders)        | 155     |
| Новая Зеландия (Recorded Music NZ) | 20      |
| Швейцария (Schweizer Hitparade)    | 1       |

### КаверГарта БруксаиТриши Йервуд
| Чарт (2020—2021)                       | Высшая позиция |
| -------------------------------------- | -------------- |
| США (Billboard Bubbling Under Hot 100) | 7              |
| США (Billboard Country Airplay)        | 21             |
| США (Billboard Hot Country Songs)      | 27             |

## Сертификация
| Регион | Сертификация     | Продажи    |
| --- | ---------------- | ---------- |
| Австралия (ARIA) | 13× Платиновый   | 910 000    |
| Австрия (IFPI Austria) | Платиновый       | 30 000     |
| Бельгия (BEA) | 3× Платиновый    | 120 000    |
| Канада (Music Canada) | 8× Платиновый    | 640 000    |
| Дания (IFPI Danmark) | 4× Платиновый    | 360 000    |
| Франция (SNEP) | Бриллиантовый    | 333 333    |
| Германия (BVMI) | Платиновый       | 400 000    |
| Италия (FIMI) | 5× Платиновый    | 350 000    |
| Новая Зеландия (RMNZ) | 3× Платиновый    | 90 000     |
| Норвегия (IFPI Norway) | 8× Платиновый    | 480 000    |
| Польша (ZPAV) | 2× Бриллиантовый | 500 000    |
| Португалия (AFP) | 6× Платиновый    | 60 000     |
| Испания (PROMUSICAE) | 4× Платиновый    | 160 000    |
| Швейцария (IFPI Switzerland) | 2× Платиновый    | 40 000     |
| Великобритания (BPI) | 5× Платиновый    | 3 000 000  |
| США (RIAA) | 4× Платиновый    | 4 000 000  |
| Стриминг |                  |            |
| Швеция (GLF) | 8× Платиновый    | 64 000 000 |
| Итого |                  |            |
| Мир | —                | 10,200,000 |
| Данные о продажах + прослушиваниях приведены только на основе сертификации. · Данные только о прослушиваниях приведены на основе сертификации. |                  |            |

## История выхода
| Регионы        | Дата             | Формат                     | Лейбл                 | Ссылки  |
| -------------- | ---------------- | -------------------------- | --------------------- | ------- |
| Разные         | 27 сентября 2018 | Цифровые загрузки стриминг | Interscope            | [ 1 ]   |
| Италия         | 5 октября 2018   | Contemporary hit radio     | Universal Music Group | [ 183 ] |
| Великобритания | 13 октября 2018  | Contemporary hit radio     | Interscope            | [ 184 ] |
| США            | 15 октября 2018  | Hot adult contemporary     | Interscope            | [ 185 ] |
| США            | 16 октября 2018  | Contemporary hit radio     | Interscope            | [ 186 ] |
| Австралия      | 18 октября 2018  | Contemporary hit radio     | Interscope            | [ 187 ] |